# إدارة الموارد الرقمية

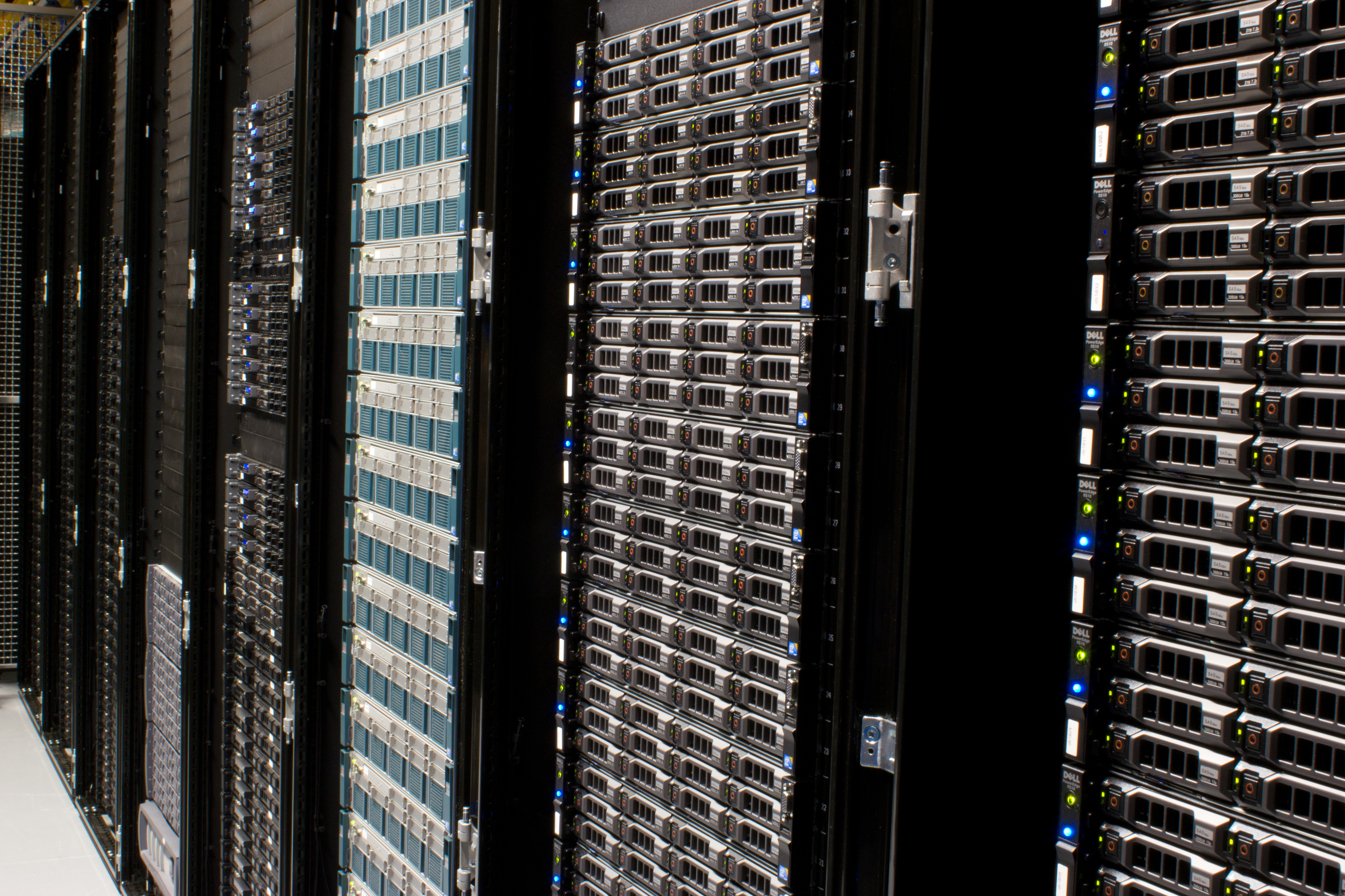
خوادم مؤسسة ويكيميديا.

إدارة الموارد الرقمية والصيانة الرقمية - رقمي curation - هي اختيار المواد الرقمية والحفاظ عليها صيانتها وحفظها في الأقراص والذاكرات الرقمية ونحوها.